# Reprezentacja Grecji na Mistrzostwach Europy w Wioślarstwie 2008
Reprezentacja Grecji na Mistrzostwach Europy w Wioślarstwie 2008 liczyła 15 sportowców. Najlepszymi wynikami było 1. miejsce w jedynce, dwójce bez sternika dwójce podwójnej wagi lekkiej i czwórce bez sternika mężczyzn oraz dwójce podwójnej wagi lekkiej kobiet.

## Medale

### Złote medale
jedynka (M1x): Janis Christu
dwójka bez sternika (M2-): Jeorjos Tsiombanidis, Pawlos Gawriilidis
dwójka podwójna wagi lekkiej (LM2x): Dimitris Mujos, Wasilis Polimeros
dwójka podwójna wagi lekkiej (LW2x): Chrisi Biskidzi, Aleksandra Tsiawu
czwórka bez sternika (M4-): Nikolaos Gundulas, Apostolos Gundulas, Janis Tsilis, Jeorjos Dzialas

### Srebrne medale
Brak

### Brązowe medale
Brak

## Wyniki

### Konkurencje mężczyzn
- jedynka (M1x): Janis Christu – 1. miejsce
- dwójka bez sternika (M2-): Jeorjos Tsiombanidis, Pawlos Gawriilidis – 1. miejsce
- dwójka podwójna (M2x): Sterjos Papachristos, Ilias Papas – 12. miejsce
- dwójka podwójna wagi lekkiej (LM2x): Dimitris Mujos, Wasilis Polimeros – 1. miejsce
- czwórka bez sternika (M4-): Nikolaos Gundulas, Apostolos Gundulas, Janis Tsilis, Jeorjos Dzialas – 1. miejsce

### Konkurencje kobiet
- dwójka podwójna (W2x): Triantafyllia Kalampoka, Christina Jazidzidu – 4. miejsce
- dwójka podwójna wagi lekkiej (LW2x): Chrisi Biskidzi, Aleksandra Tsiawu – 1. miejsce